# Camptoloma interiorata
Camptoloma interiorata is een vlinder uit de familie van de uilen (Noctuidae), voorheen ten onrechte geplaatst in van de beervlinders (Arctiidae). De wetenschappelijke naam van de soort is voor het eerst geldig gepubliceerd in 1864 door Walker.